# Pterolophia ovalis
Pterolophia ovalis là một loài bọ cánh cứng trong họ Cerambycidae.